# 마이클 그룬스타인
마이클 그룬스타인 (Michael Grunstein, 1946년 8월 30일~2024년 2월 18일)은 루마니아 출신 UCLA 데이비드 게펜 의과대학의 생화학 교수, 미국의 생물학자이다.

## 생애
마이클 그룬스타인은 루마니아에서 태어났다. 그는 캐나다 몬트리올에 있는 맥길 대학교에서 학사 학위를 얻고, 영국 스코틀랜드에 있는 에든버러 대학교에서 박사 학위를 받았다. 그는 미국 캘리포니아주 팰로앨토에 있는 스탠퍼드 대학교에서 박사 후 연구원으로 있었다.

## 업적
마이클 그룬스타인은 스탠퍼드 대학교에서 박사 후 연구원으로 연구 활동을 하면서, 재조합 DNA의 세포군체 혼성화 검사 기술을 발명했다. 1975년 UCLA에 돌아온 그룬스타인은 효모에 있는 히스톤의 유전학적 분석을 개척하고, 처음으로 히스톤이 세포의 유전자 활동을 조절한다는 것을 보여줬다. 그의 연구는 진핵생물 히스톤 코드에 영감을 주었고, 후성유전학의 현대적 연구에 밑바탕이 되었다.

## 경력
2008년 4월, 그룬스타인은 미국 국립 과학 아카데미 회원으로 선출되었다.

## 수상
그룬스타인은 2003년 로저 콘버그, 데이비드 앨리스와 함께 매스리상을 받았다. 2011년에는 로젠스틸상을 받았다.

## 참고 문헌
- Jenny Ruth Morber: Profile of Michael Grunstein. In: Proceedings of the National Academy of Sciences. Band 108, Nr. 46, 2011, S. 18597–18599, doi:10.1073/pnas.1116909108